# Elio Pacilio
Elio Pacilio (Roma, 12 luglio 1958) è un ambientalista italiano, socio fondatore e presidente di Green Cross Italia onlus ong.
È stato direttore generale dell'organizzazione fin dalla sua fondazione, avvenuta nel 1998, per poi diventarne il vice presidente esecutivo dal 2003 al 2009.
È nell'aprile del 2009 che viene eletto presidente del comitato esecutivo di Green Cross Italia e dal 2013 entra a far parte anche del consiglio direttivo di Green Cross International.
Negli anni ha collaborato con numerose istituzioni governative e non, e ha ideato, coordinato, diretto, progettato, organizzato numerose attività legate alla realizzazione di progetti ed eventi di portata nazionale e internazionale legati alla tutela ambientale.
Tra il 1981 e il 1985 ha dato vita e partecipato alle attività dell'Istituto di Ricerca e Progettazione Energetica (IRPE scrl), istituto tra i precursori dell'applicazione dei principi dello sviluppo sostenibile nell'architettura di piccola e media scala, nei sistemi di progettazione urbanistica e nelle reti di trasporto, così come al potenziale di recupero e sviluppo delle cosiddette Aree a Risorse Limitate (Tema N, Sottoprogetto RERE, Progetto Finalizzato Energetica CNR). In particolare ha animato un progetto di pianificazione energetica territoriale a Itri, nel sud pontino.
È stato tra i fondatori del Cenfor scarl (Centro Studi Formazione e Ricerca) e consigliere di amministrazione dal 1988 al 1991. 
È socio fondatore dell'associazione Verdi Ambiente e Società, per la quale ha ricoperto la carica di vicepresidente dal 1991 al 2001 e di componente del consiglio nazionale dal 2001.
Ha fondato insieme ad altri l'editoriale Verde Ambiente, assumendo il ruolo di consigliere d'amministrazione dal 1991 al 1998 e di presidente del consiglio di amministrazione dal 1998.
Nel 1992 ha ideato e realizzato il progetto di educazione ambientale "Un Racconto per l'Ambiente", trasformato nel corso delle edizioni in "Immagini per la Terra", tuttora promosso da Green Cross Italia e rivolto alle scuole di ogni ordine e grado italiane.